# Dème d'Agía Paraskeví (Kozáni)
Pour les articles homonymes, voir Agía Paraskeví (homonymie).
Le dème d'Agía Paraskeví, en grec moderne : Δήμος Αγίας Παρασκευής / Dímos Agías Paraskevís,  est un ancien dème du district régional de Kozáni, en Macédoine-Occidentale, Grèce. Depuis 2010, il est fusionné au sein du dème d'Éordée.
Selon le recensement de 2011, la population du dème s'élève à 1 352 habitants.